# Armonici naturali

Armonici naturali

Gli armonici naturali sono una successione di suoni le cui frequenze sono multipli di una nota di base, chiamata fondamentale.
Corrispondono alle frequenze naturali delle armoniche di una corda vibrante.
Un suono prodotto da un corpo vibrante non è mai puro (ovvero senza multipli in frequenza della nota di base) 
ma è costituito da più suoni, che si differenziano fra loro in intensità (volume) e frequenza (tono, alto o basso). Al suono fondamentale, quindi, si aggiungono gli armonici, che hanno una importanza fondamentale sia nella determinazione del timbro di uno strumento che nella determinazione degli intervalli musicali.
I suoni armonici corrispondono ai possibili modi normali di oscillazione di un corpo sonoro (secondo un moto armonico).
Ad esempio, se una corda di lunghezza L emette un Mi (primo armonico), la stessa corda vibra con meno intensità anche a frequenza doppia (pari alla lunghezza L/2, secondo armonico), emettendo un Mi all'ottava superiore. Lo stesso principio vale per le colonne d'aria che vibrano all'interno di tubi (come negli ottoni) e per la voce umana che, attraverso la tecnica del canto armonico, è in grado di mettere in risalto nitidamente almeno 16 armonici principali.
La serie armonica naturale è la seguente:
in cui il suono fondamentale è un Do. Questa serie di note è la base fisica che ha dato origine all'intonazione naturale. Notare che il 7º, 13º e 14º armonico suonano calanti e l'11º è crescente in relazione agli analoghi suoni nel temperamento equabile.
Da un punto di vista matematico un suono può considerarsi, con buona approssimazione, una funzione periodica e continua del tempo {\displaystyle F(t)}, pertanto sviluppabile in serie di Fourier nella forma:
{\displaystyle F(t)=\sum _{n=1}^{\infty }A_{n}\cos(n\omega t+\varphi _{n})}
Il primo termine della serie rappresenta il suono fondamentale, di frequenza {\displaystyle f={\frac {\omega }{2\pi }}} mentre i termini successivi rappresentano rispettivamente il secondo armonico, il terzo e così via. Il timbro di uno strumento musicale è determinato dalle due successioni {\displaystyle A_{n}} detta spettro di ampiezza e {\displaystyle \varphi _{n}} detta spettro di fase. Lo spettro di ampiezza è chiaramente decrescente.

## Tecnica musicale
I chitarristi e i bassisti sfruttano questi armonici naturali per produrre suoni particolari, pizzicando una corda con la mano destra e sfiorandola (senza frenarla) con la sinistra all'altezza del XII tasto per ottenere un armonico di ottava; del V per un armonico di due ottave; del XVII per un armonico di tre ottave; del VII del XIX per un armonico di quinta; del IV per un armonico di terza maggiore; del X per un armonico di settima minore (anche se poco avvertibile). Tutti gli strumenti a corda possono sfruttare questo principio.
Anche negli strumenti ad arco è possibile suonare gli armonici con la stessa tecnica, sfiorando le corde in punti precisi.
Nella voce parlata, gli armonici permettono di distinguere le vocali le une dalle altre:

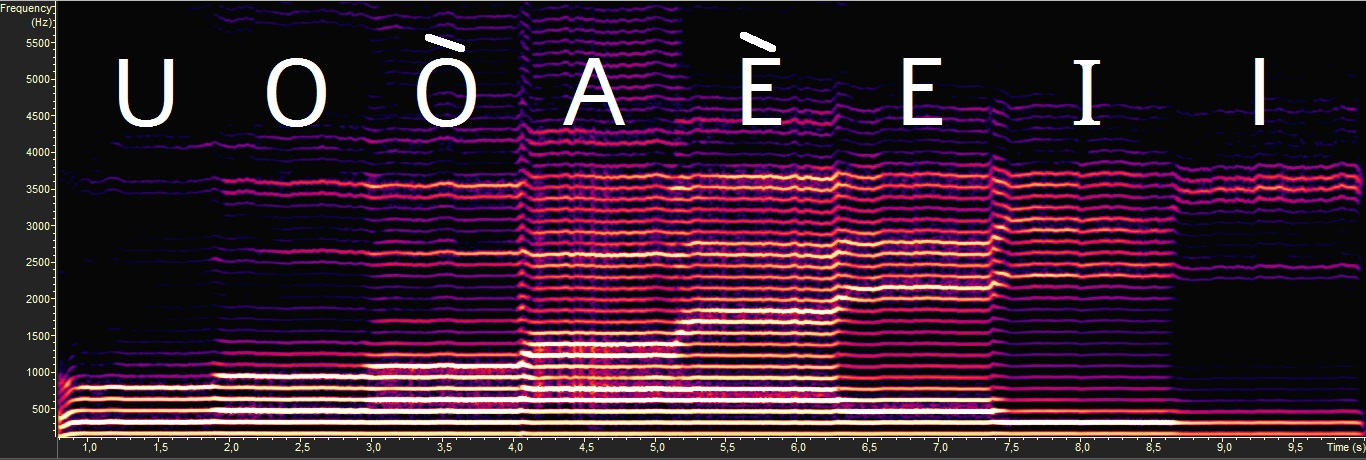
Vocali parlate dalla U alla I visualizzate nelle loro componenti armoniche allo spettrogramma

I cantanti operistici tendono ad enfatizzare al massimo determinati gruppi di armonici (le cosiddette "Formanti") in modo da poter proiettare la propria voce superando il volume dell'orchestra, arrivando così al pubblico in platea.
I cantanti difonici (overtone singing) invece, utilizzano il tratto vocale come filtro, al fine di nascondere alcuni armonici mentre ne fanno emergere uno alla volta con il massimo del volume: in questo modo creano delle melodie utilizzando esclusivamente gli armonici mentre cantano su una nota sola mantenuta costante.

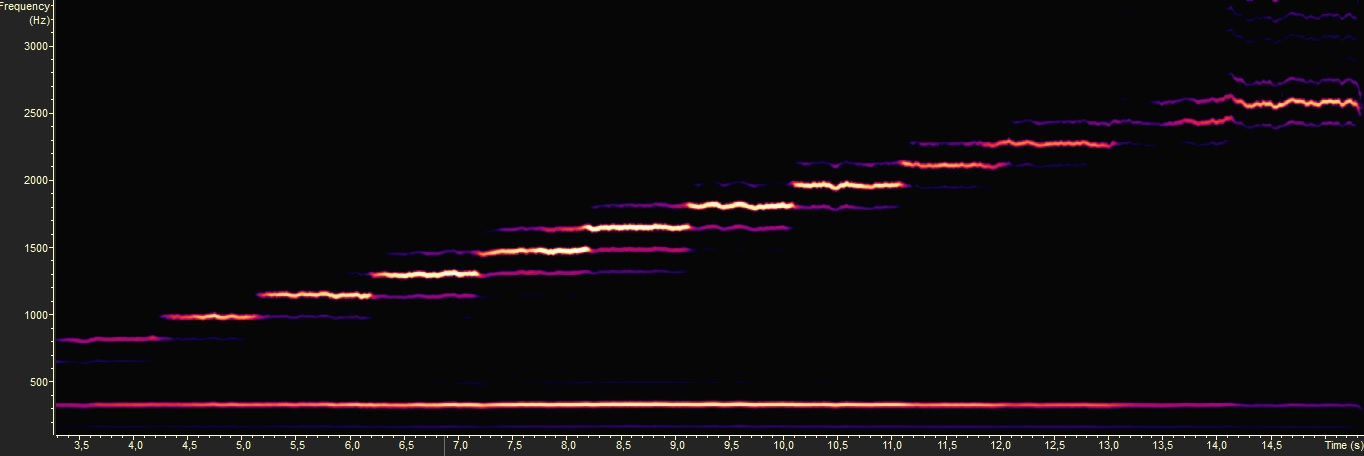
Scala di armonici naturali eseguita con il canto difonico(cantante: Giovanni Bortoluzzi)